# Goran Jurić
Goran Jurić (* 5. únor 1963) je bývalý chorvatský fotbalista. Reprezentoval Jugoslávii a později Chorvatsko.

## Reprezentační kariéra

### Jugoslávie
Za Jugoslávii odehrál 4 zápasy.

### Chorvatsko
Goran Jurić odehrál za chorvatský národní tým 15 reprezentačních utkání. S chorvatskou reprezentací se zúčastnil Mistrovství světa 1998.

## Statistiky
| Jugoslávie | Jugoslávie | Jugoslávie |
| Roky       | Záp.       | Góly       |
| ---------- | ---------- | ---------- |
| 1988       | 3          | 0          |
| 1989       | 1          | 0          |
| Chorvatsko |            |            |
| Roky       | Záp.       | Góly       |
| 1997       | 7          | 0          |
| 1998       | 3          | 0          |
| 1999       | 5          | 0          |
| Celkem     | 19         | 0          |